# Park Narodowy Saikai
Park Narodowy Saikai (jap. 西海国立公園 Saikai Kokuritsu Kōen) – japoński park narodowy, który został utworzony 16 marca 1955 roku i obejmuje ochroną północno-zachodni fragment wyspy Kiusiu (Kyūshū), w prefekturze Nagasaki.
W skład PN Saikai, którego powierzchnia wynosi 246,36 km², wchodzi ok. 400 różnej wielkości wysp.